# Trichodactylus dentatus
Trichodactylus dentatus, popularmente designado caranguejo-de-água-doce, é uma espécie de crustáceo decápode da família dos tricodactilídeos (Trichodactylidae).

## Distribuição e habitat
Trichodactylus dentatus é endêmica do sudeste e sul do Brasil, onde ocorre no Espírito Santo, São Paulo, Rio de Janeiro, Paraná e Santa Catarina. Habita rios com corredeiras, córregos, riachos, sob pedras e na serrapilheira submersa ou em tocas marginais e raízes de vegetal marginal.

## Conservação
Em 2005, Trichodactylus dentatus foi classificada como vulnerável na Lista de Espécies da Fauna Ameaçadas do Espírito Santo; e em 2018, como pouco preocupante na Lista Vermelha do Livro Vermelho da Fauna Brasileira Ameaçada de Extinção do Instituto Chico Mendes de Conservação da Biodiversidade (ICMBio).